# Логвинів Яр
Логвинів Яр (рос. б. Логвинов Яр) — балка (річка) в Україні у Срібнянському й Ічнянському районі Чернігівської області. Ліва притока річки Верескуни (басейн Десни).

## Опис
Довжина балки приблизно 9,40 км, найкоротша відстань між витоком і гирлом — 7,87 км, коефіцієнт звивистості річки — 1,19. Формується декількома безіменними струмками та загатами.

## Розташування
Бере початок на західній стороні від села Васьківці. Тече переважно на північний захід і на південно-західній околиці села Зоцівка впадає у річку Верескуни, ліву притоку річки Смош.
Населені пункти вздовж берегової смуги: Барвінкове.

## Цікаві факти
- На східній стороні від витоку балки на відстані приблизно 4,26 км через село Васьківці пролягає автошлях Т 2529[2].